# Lu Wei (Wasserspringerin)
Lu Wei (chinesisch 卢为, Pinyin Lú Wéi, * 10. Dezember 2005 in Chengdu) ist eine chinesische Wasserspringerin. 

## Karriere
Erste internationale Erfolge feierte Lu 2018 beim FINA Diving Grand Prix, bei dem sie zweimal Gold gewann. Bei der FINA Diving World Series 2019 erreichte Lu dreimal Gold und einmal Bronze. Im selben Jahr gewann Lu einmal Gold und Silber bei den Weltmeisterschaften.